# Valtchedram (obchtina)
La commune de Valtchedram (en bulgare Община Вълчедръм - Obchtina Valtchedram) est située dans le Nord-Ouest de la Bulgarie.

## Géographie
La commune de Valtchedram est située dans le Nord-Ouest de la Bulgarie, à 150 km au nord de la capitale Sofia. Le territoire de la commune s'étend le long du Danube.
| 1975   | 1985   | 1992   | 2001   | 2005   | 2008   | 2011  |
| ------ | ------ | ------ | ------ | ------ | ------ | ----- |
| 13 538 | 11 394 | 15 852 | 13 146 | 11 645 | 10 641 | 9 745 |

## Administration
Le chef-lieu de la commune est la ville de Valtchedram et elle fait partie de la région de Montana.

### Structure administrative
La commune compte 1 ville et 9 villages :
| - ville de Valtchedram - village de Botévo - village de Bazovéts - village de Dolni Tsibar - village de Gorni Tsibar | - village de Ignatovo - village de Mokréche - village de Razgrad - village de Septemvriytsi - village de Tcherni vrakh - village Zlatyia |

### Maires
- 1995-1999 : Krassimir Pétrov (coalition PSB - UAAS - CPE)
- 1999-201. : Ivan Barzine (Union nationale agraire bulgare)

### Jumelages
La commune de Valtchedram n'est jumelée avec aucune autre commune.

## Galerie

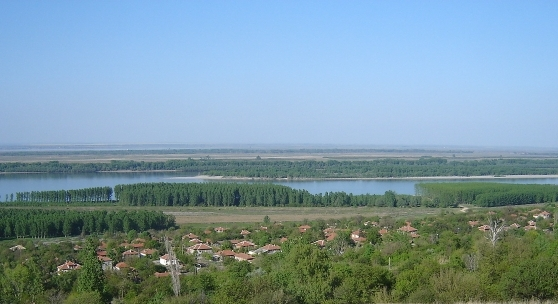
Le village de Gorni Tsibar
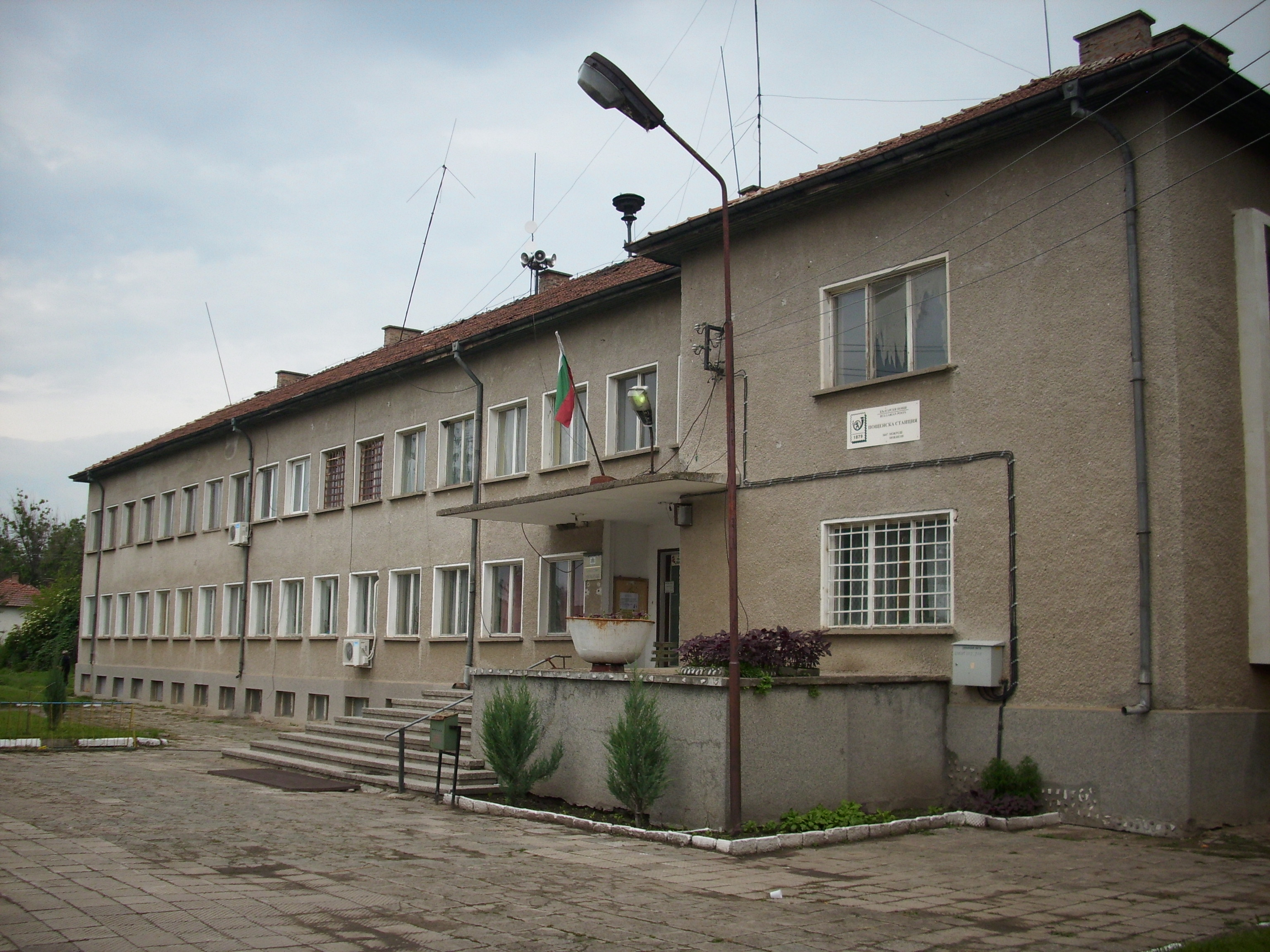
La mairie annexe de Mokréche